# Gaius Iulius Paullus
Gaius Iulius Paullus war ein im 2. Jahrhundert n. Chr. lebender Angehöriger des römischen Ritterstandes (Eques).
Durch ein Militärdiplom, das auf den 16. Mai 101 datiert ist, ist belegt, dass Paullus 101 Kommandeur der Ala II Pannoniorum war, die zu diesem Zeitpunkt in der Provinz Moesia superior stationiert war.